# اثر حافظه دار یک طرفه القا شده حرارتی(پلیمر)

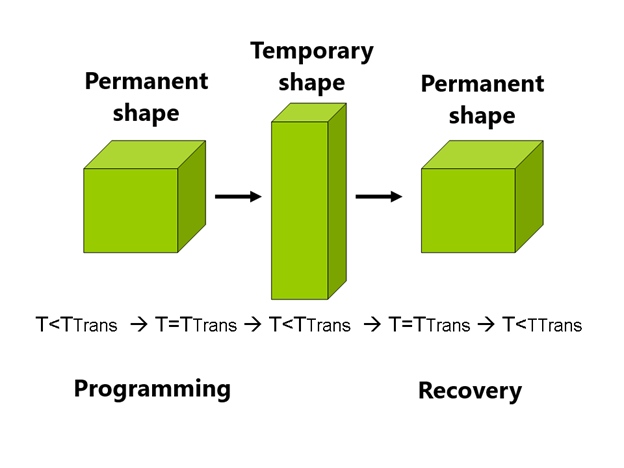

اثر حافظه دار یک طرفه القا شده حرارتی، اثری است که در مواد جدید به اصطلاح مواد هوشمند طبقه‌بندی می‌شود. پلیمرهایی با اثر حافظه دار القا شده از طریق حرارت، مواد جدیدی هستند که اخیراً کاربردهای آنها در زمینه‌های مختلف علوم (به عنوان مثال، پزشکی)، ارتباطات و سرگرمی مورد مطالعه قرار گرفته‌است.
در حال حاضر سیستم‌های مورد استفاده گزارش شده و تجاری وجود دارند. با این حال، به دلیل تعداد کوپلیمرهایی (بسپارهای ناهمگنی) که می‌توان طراحی کرد، امکان برنامه‌ریزی سایر پلیمرها، به تعداد بی شمار وجود دارد.

## اطلاعات کلی
پلیمرهایی با اثر حافظه دار القا شده از طریق حرارت، پلیمرهایی هستند که به محرک‌های خارجی پاسخ می‌دهند و به همین دلیل توانایی تغییر شکل خود را دارند. اثر حافظه دار حرارتی ناشی از ترکیبی از پردازش و برنامه‌ریزی مناسب سیستم است.
این اثر را می‌توان در پلیمرهایی با ترکیب شیمیایی بسیار متفاوت مشاهده کرد که کاربردهای زیادی را ممکن می‌سازد.

## شرح اثر بر پلیمرها
در مرحله اول، پلیمرها با استفاده از تکنیک‌های رایج مانند قالب‌گیری تزریقی، اکستروژن، شکل دهی حرارتی، در دمایی که پلیمر در آن ذوب می‌شود، پردازش می‌شوند و شکل نهایی آنها به دست می‌آید که به آن شکل «دائمی» می‌گویند.
مرحله بعدی برنامه‌نویسی سیستم نامیده می‌شود و شامل حرارت دادن نمونه به دمای انتقال است. در آن دما، پلیمر تغییر شکل داده و به شکلی به نام «موقت» می‌رسد. بلافاصله پس از آن دمای نمونه کاهش می‌یابد.
مرحله نهایی اثر شامل بازیابی شکل دائمی است. نمونه تا دمای انتقال گرم می‌شود و در مدت زمان کوتاهی بازیابی شکل دائمی مشاهده می‌شود.
این اثر یک ویژگی طبیعی پلیمر نیست، بلکه از برنامه‌ریزی مناسب سیستم حاصل می‌شود.
برای اینکه یک پلیمر این اثر را از خود نشان دهد، باید دو جزء در سطح مولکولی داشته باشد: پیوندهایی (شیمیایی یا فیزیکی) برای تعیین شکل دائمی و بخش‌های «محرک» با یک دمای انتقال برای تثبیت شکل موقت.
فلزات یک اثر حافظه دار دو طرفه را نشان می‌دهند و در هر دما یک شکل را حفظ می‌کنند. پلیمرها فقط یک بار شکل خود را بازیابی می‌کنند.
پلیمرها می‌توانند شکل خود را با کشیدگی تا ۲۰۰٪ تغییر دهند در حالی که فلزات حداکثر ۸–۱۰٪ کشیدگی دارند.
بازیابی در فلزات و سرامیک‌ها مستلزم تغییر در ساختار کریستالی است، در حالی که بازیابی در پلیمرها به دلیل عمل نیروهای آنتروپی و نقاط اتکا است.
پلیمرها را می‌توان با توجه به کاربرد مورد نظر طراحی کرد. آنها می‌توانند زیست تخریب پذیر، سیستم‌های دارویی، آنتی باکتریال و … باشند.
دمای انتقال با بخش‌های «محرک» طراحی شده‌است که تنظیم دما را از سرامیک‌ها آسان‌تر می‌کند، زیرا آنها به مقادیر ترکیب‌های اتمی هم اندازه بستگی دارند.

## عملکرد
ابتدا باید توجه داشت که اولین مکانیسم غیرکشسانی این پلیمرها، تحرک زنجیره‌ها و بازآرایی ساختاری گروه‌ها است. سپس اثر بر پلیمرهای نیمه کریستالی و آمورف باید مشخص شود. در هر دو مورد، نقاط اتکا باید ایجاد شوند که به عنوان «محرک» برای این اثر عمل کنند. در مورد پلیمرهای آمورف، این نقاط گره‌ها یا زنجیره‌های در هم تنیده خواهند بود و در پلیمرهای نیمه کریستالی، خود کریستال‌ها این نقاط اتکا را تشکیل می‌دهند.
با اصلاح شکل ماده تحت حداقل تنش بحرانی، زنجیره‌ها می‌لغزند و ساختاری فراپایدار ایجاد می‌شود که سازماندهی و نظم زنجیره‌ها را افزایش می‌دهد (آنتروپی کمتر)، هنگامی که نیروی تغییر شکل حذف می‌شود، نقاط اتکا مکانیزم ذخیره‌سازی را برای تنش‌های ماکروسکوپی به شکل تنش‌های موضعی کوچک و کاهش آنتروپی فراهم می‌کنند.
حرکت چرخشی مولکول‌ها در حالت شیشه ای منجمد و مختل می‌شود. با افزایش دما و رسیدن به حالت شیشه ای، این حرکات ذوب می‌شوند و چرخش‌ها و شل شدن‌ها رخ می‌دهد. مولکول‌ها شکلی را به خود می‌گیرند که از نظر آنتروپیک برای آنها مطلوب‌ترین است؛ یعنی کمترین انرژی. این حرکات را فرایند آرام سازی نامند و تشکیل «رشته‌های تصادفی» برای از بین بردن تنش‌ها از دست دادن حافظه نامیده می‌شود.
یک پلیمر اگر مستعد تثبیت شدن در یک حالت تغییر شکل خاص باشد، اثر حافظه داری را نشان می‌دهد و از لغزش مولکول‌ها و بازیابی شکل آنتروپی بالاتر (انرژی کمتر) خود جلوگیری می‌کند. این موضوع را می‌توان تقریباً به‌طور کامل با ایجاد اتصالات عرضی یا ولکانیزاسیون به دست آورد. این پیوندهای جدید به عنوان نقاط اتکا عمل می‌کنند و از شل شدن زنجیره‌ها جلوگیری می‌کنند. نقاط اتکا می‌توانند فیزیکی یا شیمیایی باشند.

## مقایسه با فلزات و سرامیک‌ها
اثر یک طرفه حافظه دار برای اولین بار توسط Chand و Read در سال ۱۹۵۱ در آلیاژ طلا-کادمیم مشاهده شد و در سال 1963 Buehler این اثر را برای نیتینول، که یک آلیاژ نیکل-تیتانیوم است، توصیف کرد.
این اثر در فلزات و سرامیک‌ها بر اساس تغییر در ساختار بلوری است که استحاله فازی مارتنزیتی نامیده می‌شود. عیب این مواد این است که یک آلیاژ با ترکیب‌های اتمی هم اندازه است و ۱٪ انحراف در ترکیب، دمای انتقال را تقریباً ۱۰۰ کلوین تغییر می‌دهد.
برخی از فلزات و سرامیک‌ها این اثر را به صورت دو طرفه نشان می‌دهند، یعنی در یک دمای خاص یک شکل وجود دارد و با تغییر دما می‌توان آن را تغییر داد، اما اگر دمای اول بازیابی شود، شکل اول نیز بازیابی می‌شود. این با آموزش مواد برای هر شکل در هر دما به دست می‌آید.
فلزات و سرامیک‌ها با اثر حافظه دار دو جهته القا شده از طریق حرارت، کاربرد زیادی در ایمپلنت‌های پزشکی، حسگرها، مبدل‌ها و غیره داشته‌اند. اما بسیاری از آنها به دلیل سمی بودن بسیار زیاد، خطرناک هستند.

## فازها در سیستم
برای به دست آوردن این اثر، رسیدن به جداسازی فاز ضروری است. یکی از این فازها به عنوان محرک برای شکل موقت، با استفاده از دمای انتقالی که می‌تواند نقطه ذوب یا دمای انتقال شیشه باشد، عمل می‌کند. فاز دوم دمای انتقال بالاتری دارد و در بالاتر از این دما، پلیمر ذوب می‌شود و با روش‌های مرسوم پردازش می‌شود.
نسبت عناصر تشکیل دهنده جداسازی فاز تا حد زیادی دمای انتقال را تنظیم می‌کند. کنترل این بسیار آسان‌تر از آلیاژهای فلزی است.
یک مثال پلی (اتیلن اکسید-اتیلن ترفتالات) یا کوپلیمر EOETاست. بخش پلی اتیلن ترفتالات دمای انتقال شیشه نسبتاً بالایی دارد و نقطه ذوب آن معمولاً به عنوان بخش «سخت» شناخته می‌شود، در حالی که پلی اتیلن اکسید دارای دمای انتقال شیشه و نقطه ذوب نسبتاً پایین است و به عنوان بخش «نرم» شناخته می‌شود. در پلیمر نهایی این قطعات در حالت جامد به دو فاز تقسیم می‌شوند. پلی اتیلن ترفتالات دارای درجه بالایی از تبلور است و تشکیل این کریستال‌ها، جریان و چینش مجدد زنجیره‌های پلی اتیلن اکسید را فراهم می‌کند زیرا آنها در دماهای بالاتر از نقطه ذوب خود کشیده می‌شوند.

## کاربردها
بسیاری از کاربردهای پلیمرهای با این اثر فعلاً فقط پیشنهاد هستند. احتمالات زیادی ارائه شده‌است، اما تاکنون فقط تعداد کمی از آنها استفاده شده‌است که مهم‌ترین آنها تجهیزات پزشکی و اجزای خودرویی است. البته بیشترین موفقیت با پلی اتیلن قابل جمع شدن با گرما حاصل شده‌است که در مرحله برنامه‌نویسی نیز استثنا است، زیرا به روشی متفاوت پردازش می‌شود.

### کاربرد در مراقبت‌های بهداشتی
- اقلام ارتودنسی، مانند سیم و فوم
- ریز عناصر برای بخیه زدن هوشمند
- سوزن‌های داخل وریدی که در بدن نرم می‌شوند و دستگاه‌های لاپاراسکوپی
- سیستم‌های دارورسانی
- ایمپلنت‌های قابل تجزیه در بدن برای جراحی‌های کم تهاجمی
- کف داخلی کفش و ظروف ارتوپدی برای افراد دارای معلولیت
- کاتترهای داخل وریدی

### کاربرد در زندگی روزمره
- مهر و موم برای لوله‌ها و اتصالات قابل تنظیم یا لوله‌های جمع شونده
- تابلوهای قابل چاپ مجدد بریل
- فیلم‌های ضد خوردگی قابل تنظیم
- مو برای عروسک‌ها، اسباب بازی‌ها، وسایل آرایش مو
- اقلام جدیدی که در حجم کمتر بسته‌بندی شده و در اولین استفاده شکل خود را تغییر می‌دهند
- محافظ خودروها، گلگیرها و غیره.
- ناخن‌های مصنوعی.
- منسوجات هوشمند

## منبع
Wikipedia contributors, "Thermally induced shape-memory effect (polymers)," Wikipedia, The Free Encyclopedia, https://en.wikipedia.org/w/index.php?title=Thermally_induced_shape-memory_effect_(polymers)&oldid=1131727353 (accessed February 24, 2023).

## کتابشناسی
Charlesby A. Atomic Radiation and Polymers. Pergamon Press, Oxford, pp. 198–257 (1960).
Gall, K; Dunn, M; Liu, Y. Internal stress storage in shape shape-memory polymer nanocomposites. Applied physical letters. 85, (Jul-2004).
Jeong, Han Mo; Song H, Chi W. Shape-shape-memory effect of poly (methylene-1,3-cyclopentane) and its copolymer with polyethylene. Polymer International, 51:275-280 (2002).
Kawate, K. Creep Recovery of Acrylate Urethane Oligomer/Acrylate Networks. Creep recovery, shape shape-memory. Journal of polymer science. 35.
Kim B K, Lee S Y, Xu M. Polyurethanes having shape-shape-memory effects. Polymer 37: 5781–93, (1998).
Langer, R; Tirrell, D. A. Designing materials for biology and medicine. Nature 428: (Apr-2004).
Lendlein, A; Kelch, S; Kratz, K. Shape-shape-memory Polymers. Encyclopedia of Materials: Science and Technology. 1–9. (2005).
Lendlein, A; Langer, R. Biodegradable, elastic shape-shape-memory polymers for potential biomedical applications. Science. 296, 1673–1676 (2002).
Lendlein, A; Kelch, S. Shape-Memory Polymers. Angew. Chemie. Chem. Int. 41: 2034 – 2057. (2002).
Lendlein, A; Schmidt, A M; Langer R, AB-polymer networks based on oligo(ε-caprolactone) segments showing shape-shape-memory properties. Proc. Natl. Acad. Sci. USA. 98(3): 842–7 (2001).
Li F, Chen Y, Zhu W, Zhang X, Xu M. Shape shape-memory effects of polyethylene/nylon 6 graft copolymers. Polymer 39(26):6929–6934 (1998).
Liu, Chun, Mather. Chemically Cross-Linked Polycyclooctene: Synthesis, Characterization, and Shape Memory Behavior. Macromolecules, 35: 9868-9874 (2002).
Nakasima A, Hu J, Ichinosa M, Shimada H. Potential application of shape-shape-memory plastic as elastic material in clinical orthodontics. (1991) Eur. J. Orthodontics 13:179–86.
Ortega, Alicia M; Gall, Ken. The Effect of Crosslink Density on the Thermo-Mechanical Response of Shape Memory Polymers.
Peng P; Wang, W; Xuesi C; and Jing X. Poly(ε-caprolactone) Polyurethane and Its Shape-Memory Property. Biomacromolecules 6:587-592 (2005).
Wang, M; Zhang, L. Recovery as a Measure of Oriented Crystalline Structure in Poly (ether ester) s Based on Poly (ethylene oxide) and poly(ethylene terephthalate) Used as Shape Memory Polymers. Journal of Polymer Science: Part B: Polymer Physics, 37: 101–112 (1999).
Yiping C. Ying G; Juan D; Juan L; Yuxing P; Albert S. Hydrogen-bonded polymer network—poly (ethylene glycol) complexes with shape shape-memory effect. Journal of Materials Chemistry. 12: 2957–2960 (2002).
Katime I, Katime O, Katime D "Los materiales inteligentes de este Milenio: los hidrogeles polímeros". Editorial de la Universidad del País Vasco, Bilbao 2004. ISBN 84-8373-637-3.